# Kafue (flod)
Den 1.576 km lange Kafue-flod er den længste flod, der ligger helt på Zambiasterritorium. Dens vand anvendes til kunstvanding og produktion af vandkraft. Den er den største biflod til Zambezi og en af Zambias vigtigste floder, den er den mest centrale og den der passerer flest byområder. Mere end 50 % af Zambias befolkning bor i Kafue-flodbassinet, og af disse er omkring 65 % byer.
Den har en gennemsnitlig strømningshastighed på 320 m3/sek i dens nederste halvdel, med høje sæsonbestemte variationer. Floden udleder 10 km3 vand om året i Zambezi-floden.

## Flodens løb

### Kobberbæltet
Inden floden når byene i kobberbæltet, forsvinder den brede flodslette, og floden indsnævres til 30-40 m, der bugter sig mindre i en lavvandet dal, kun 40 m eller deromkring lavere end det omgivende plateau. Dent løber tæt på kobberbælte-byerne Chililabombwe, Chingola og Mufulira og gennem udkanten af Kitwe. Det populære picnicsted Hippo Pool nord for Chingola er beskyttet som et nationalmonument.
I kobberbæltet tages vand fra floden for at vande små gårde og frilandsgartnerier. Ved Kitwe skifter den retning mod sydvest og løber gennem skov og områder med flade klipper, som den oversvømmer i den regntiden, og holder sig til en kanal på omkring 50 m bred i den tørre sæson.

### Lukangasumpen
Floden fortsætter igen i indviklede bugtninger og en labyrint af kanaler på en sumpet flodslette med hesteskosøer og laguner. Den løber 20 km vest for den permanente del af Lukangasumpen som fylder en cirkulær lavning, som afvandes gennem en kanal ind i Kafue. Området mellem sumpen og floden er flodslette, og når den, og de omkringliggende områder oversvømmes i regntiden, overstiger det kombinerede vådområde 6.000 km2. Dette er et af de tre vigtigste dyrelivsområder ved floden og det mindst undersøgte og beskyttede.

### Kafue nationalpark
Flodens karakter ændrer sig igen, da den i tørketiden danner en mindre bugtende kanal med sandede banker og øer. Den fortsætter mod sydvest og kommer ind i Kafue nationalpark, den næststørste nationalpark i Afrika, hvor den modtager sine to største bifloder, Lunga- og Lufupa-floderne, også fra nord. Kafue ligger langs den sydøstlige kant af Busanga-sletten, et af Afrikas vigtigste områder for dyrelivet, kendt for store flokke af afrikanske bøfler, zebraer og antiloper. I regntiden oversvømmes sletten af Lufupafloden.

### Itezhi-Tezhi Gap
Ligesom de øvre Zambezi-, Okavango- og Cuando-floder løb Kafue oprindeligt sydpå hele vejen til Makgadikgadisøen og videre til Limpopofloden men der var landhævning i området. Der dannedes en sprækkedal, der løber lige øst for, hvor Kafue nationalpark er nu, og Kafue-floden eroderede en kanal kaldet Itezhi-Tezhi Gap der går mod øst gennem en højderyg der er omkring 100 m høj. Itezhi-Tezhi-dæmningen blev bygget i 1977 ved kløften og danner nu et reservoir der er 50 km langt og op til 10 km bredt.

### Kafue flodsletten
Længere mod øst løber floden trægt hen over en flad slette kaldet Kafue Flats (tidligere Butwa efter Twa-folket) og udvikler igen indviklede bugter i en labyrint af sumpede kanaler og laguner. Denne gang har den dog også en enorm lavvandet flodslette, hvor ingen veje eller jernbaner krydser. Den er omkring 240 km lang og 50 km bred, oversvømmet til en dybde på mindre end en meter i regntiden (dybere i nogle laguner og permanent sumpede områder), og tørrer ud til en leret sort jord i den tørketiden. Kafue Flats er flodens tredje store dyrehabitat. Titusindvis af Kafue Lechwe (antilopeart) bor på Kafue Flats og er tilpasset til at vade på de oversvømmede områder. Området har også en af de største variationer og koncentrationer af fugle i verden. Nationalparkerne Lochinvar og Blue Lagoon ligger på sletterne.
Omkring Mazabuka, kommer floden tættere på byen Kafue, og her er der sukkerplantager og andre store landbrugsejendomme på den frugtbare sorte jord og som bruger vand fra floden i den tørketiden

### Kafue kløften og dæmning
Kafuesletten ender ved byen Kafue og derfra, efterhånden som sprækkedalen bliver dybere, falder floden 550 meter over en strækning på 60 km gennem Kafuekløften,. hvor dæmningen, Kafue Gorge Dam, med et mindre reservoir, genererer elektricitet. Den nedre Zambezi (oprindeligt en separat flod) skar tilbage gennem sprækkedalene ogløb til sidst sammen med Kafue. Deres sammenløb er omkring 20 km nord for Chirundu.

## Miljøspørgsmål

### Forurening
Da den løber gennem kobberbæltet, er Kafue-floden i stor risiko for forurening, ikke kun fra byaffald, men også fra affald fra minedriften. De sumpede områder vest for Lukanga-sumpen hjælper silt og forurening med at udfælde sig, så floden bliver klar nedstrøms. En rapport fra april 2002 sagde: … naturlige vådområder er ret effektive til at kontrollere vandforurening fra minedrift i Kobberbæltet … Test viser, at Kafue er ren for mineforurenende stoffer nedstrøms fra Kobberbæltet.

Spildevand fra minedrift indeholdende cadmium, bly og kviksølv har forringet Kafue-floden Kommunal vandforsyning har måttet indstilles, da Kafue-floden blev blå på grund af gylleudledning
På grund af sin størrelse og geografiske placering er Kafue-flodbassinet et økosystem, der bruges af og supporterer samfundet og industrier, der har forskellige og til tider modstridende interesser i brugen af flodens ressourcer og muligheder. I 1999 indledte World Wildlife Fund (WWF) en dialog mellem den zambiske regering, Zambia Electricity Supply Corporation (ZESCO) og lokalbefolkningen for at genoprette et mere naturligt strømningsmønster for vandudledninger fra Itezhi-Tezhi-dæmningen.

### Vand til kunstvanding
Kommercielle plantager, især dem, der grænser op til Kafuesletten, bruger store mængder vand til kunstvanding. Den største af plantagerne er Nakambala Sugar Estate, som indvinder mere end 720.000 m3 om dagen til at vande 134,13 kvadratkilometer jord til at dyrke sukkerrør.